# I desperados del Far West
I desperados del Far West (Pests of the West) è un film del 1950 diretto da Charles A. Nichols. È un cortometraggio animato della serie Pluto, prodotto dalla Walt Disney Productions e uscito negli Stati Uniti il 21 luglio 1950, distribuito dalla RKO Radio Pictures. A partire dagli anni novanta è più noto come Che pesti quei coyote.

## Trama
Mezzacoda il coyote insegna a suo figlio come cacciare le galline in un pollaio sorvegliato da Pluto. Mezzacoda però, cercando di riprendere il piccolo, sveglia Pluto, che si mette a inseguire i due coyote. Essi si nascondono nella cuccia di Pluto, che poco dopo torna a dormire. Mezzacoda e il figlio però si fanno scoprire e il cane insegue furioso il coyote adulto. Mezzacoda cerca poi di portare via una gallina, venendo intercettato da Pluto. I due coyote e il cane litigano per il possesso dell'uccello, finché Pluto lo sostituisce con Junior. Mezzacoda quindi porta Junior fuori dalla fattoria, rendendosi conto solo in quel momento dell'errore. Frustrato, Mezzacoda si strappa i peli e Junior passa un uovo a suo padre, che arrabbiato glielo rompe in testa.

## Distribuzione

### Edizioni home video

#### VHS
- Cartoons Disney 6 (dicembre 1985)[1]
- Sono io... Pluto (marzo 1990)[2]